# Jens Bøving-Petersen
Jens Orten Bøving-Petersen, född den 24 juni 1864 i närheten av Kolding, död den 24 april 1937, var en dansk naturvetenskaplig författare.
Bøving-Petersen blev 1890 magister i zoologi, vistades 1891–93 i Brasilien som ledare av en lantbruksstation och var sedan verksam som lärare i Köpenhamn. Bland hans populära arbeten kan nämnas Skabelse eller Udvikling (1897), Vor Klodes Dyr (1899-1903, tillkommen i samarbete med Waldemar Dreyer och under namnet "Djurvärlden" översatt till svenska och bearbetad av Anton Stuxberg och Manfred Floderus), Havets Erobring (1910), Vor Klodes Saga (1912), samt slutligen den stämningsfulla boken Aaret i Danmark (1918).